# 2019년 알바니아 지진

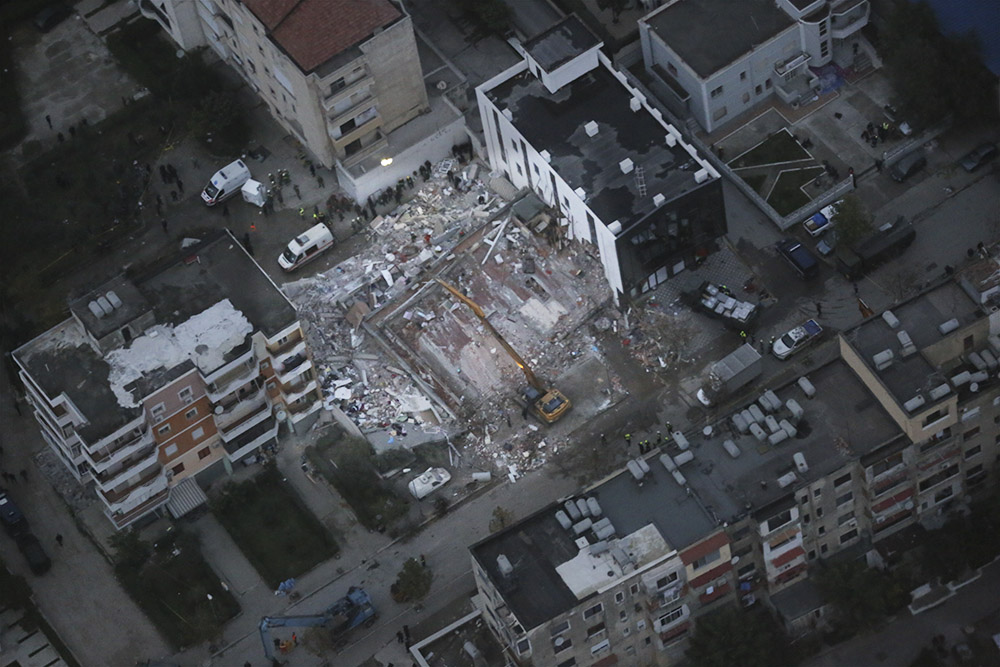

2019년 알바니아 지진(2019 Albania earthquake)은 2019년 11월 26일 알바니아에서 발생한 지진이다.
매그니튜드 6.4. 진원의 깊이는 약 20km.
과거 40년에서 가장 강한 것이었다.

## 같이 보기
- 2019년 지진